# Birk Irving
Birk Irving (ur. 26 lipca 1999 r. w Englewood) – amerykański narciarz dowolny, specjalizujący się w konkurencjach: slopestyle oraz halfpipe, brązowy medalista mistrzostw świata oraz mistrzostw świata juniorów, złoty medalista igrzysk olimpijskich młodzieży.

## Życie prywatne
Urodzony w Englewood w stanie Kolorado. Narciarstwo dowolne zaczął uprawiać w wieku 5 lat. Jego młodsza siostra Svea jest również narciarką dowolną, specjalizującą się w slopestyle'u oraz halfpipie. Poza narciarstwem uprawia kolarstwo górskie oraz wędkarstwo.

## Kariera
Na arenie międzynarodowej zadebiutował w grudniu 2013 roku podczas zawodów z cyklu Pucharu Ameryki Północnej. W debiucie zajął 22. lokatę podczas konkursu rozgrywanego w amerykańskim Copper Mountain. W marcu 2014 wystąpił w mistrzostwach świata juniorów w Valmalenco, w których był 6. w halfpipie. Na tej samej imprezie rozgrywanej rok później również we włoskim Valmalenco, zdobył brązowy medal w halfpipie, natomiast w konkursie slopestyle'u był ósmy. W lutym 2016 roku okazał się najlepszy w zawodach halfpipe'u podczas zimowych igrzysk młodzieży w Lillehammer.
W grudniu 2014 roku zadebiutował w zawodach z cyklu Pucharu Świata. W debiucie zajął 28. pozycję podczas konkursu w halfpipie w Copper Mountain. W marcu 2017 roku po raz pierwszy pojawił się na mistrzostwach świata w Sierra Nevada, w których uplasował się na 5. lokacie w halfpipie. Na tej samej imprezie rozgrywanej dwa lata później w Park City, zajął 13. pozycję, również w halfpipie. W marcu 2019 roku w amerykańskim Mammoth Mountain wygrał pierwszy konkurs PŚ w karierze. Zwycięstwo w konkursie halfpipe było zarazem pierwszym podium w zawodach pucharowych. W Pucharze Świata w sezonie 2019/2020 uplasował się na 3. lokacie w klasyfikacji halfpipe'a. W styczniu 2021 roku zdobył brązowy medal w konkurencji SuperPipe podczas Winter X Games 25. Dwa miesiące później osiągnął taki sam rezultat podczas mistrzostw świata w Aspen. W 2022 wystartował na igrzyskach olimpijskich w Pekinie, gdzie zajął piąte miejsce.

## Osiągnięcia

### Igrzyska olimpijskie
| Miejsce | Dzień     | Rok  | Miejscowość | Konkurencja | Zwycięzca     |
| ------- | --------- | ---- | ----------- | ----------- | ------------- |
| 9.      | 19 lutego | 2022 | Pekin       | Halfpipe    | Nico Porteous |

### Mistrzostwa świata
| Miejsce | Dzień    | Rok  | Miejscowość   | Konkurencja | Zwycięzca     |
| ------- | -------- | ---- | ------------- | ----------- | ------------- |
| 5.      | 18 marca | 2017 | Sierra Nevada | Halfpipe    | Aaron Blunck  |
| 13.     | 9 lutego | 2019 | Park City     | Halfpipe    | Aaron Blunck  |
| 3.      | 12 marca | 2021 | Aspen         | Halfpipe    | Nico Porteous |

### Puchar Świata

#### Miejsca w klasyfikacji generalnej
- sezon 2013/2014: 132.
- sezon 2014/2015: 125.
- sezon 2016/2017: 63.
- sezon 2017/2018: 29.
- sezon 2018/2019: 29.
- sezon 2019/2020: 7.

Od sezonu 2020/2021 klasyfikacja generalna została zastąpiona przez klasyfikację Park & Pipe (OPP), łączącą slopestyle, halfpipe oraz big air.
- sezon 2020/2021: 29.
- sezon 2021/2022: 18.
- sezon 2022/2023: 3.
- sezon 2023/2024: 24.
- sezon 2024/2025: 27.

#### Miejsca na podium w zawodach
1. Mammoth Mountain – 9 marca 2019 (halfpipe) – 1. miejsce
2. Cardrona – 7 września 2019 (halfpipe) – 1. miejsce
3. Calgary – 14 lutego 2020 (halfpipe) – 3. miejsce
4. Copper Mountain – 17 grudnia 2022 (halfpipe) – 1. miejsce
5. Calgary – 21 stycznia 2023 (halfpipe) – 2. miejsce
6. Mammoth Mountain – 3 lutego 2023 (halfpipe) – 1. miejsce
7. Copper Mountain – 15 grudnia 2023 (halfpipe) – 3. miejsce